# Золотоноша (Казахстан)
Золотоно́ша (каз. Золотоноша) — село у складі району імені Габіта Мусрепова Північноказахстанської області Казахстану. Входить до складу Рузаєвського сільського округу, раніше входило до складу Калинівської сільської ради.
Населення — 30 осіб (2021; 132 у 2009, 363 у 1999, 471 у 1989).
Національний склад станом на 1989 рік:
- українці — 51 %
- німці — 26 %.